# Blhovce
Blhovce (maďarsky Balogfala) jsou obec na Slovensku, v okrese Rimavská Sobota v Banskobystrickém kraji.
Žije zde 780 obyvatel. V roce 2001 se 77 % obyvatel hlásilo k maďarské národnosti.

## Družební obec
- Borsodszentgyörgy, Maďarsko